# Varaldsøy kommun
Varaldsøy kommun (norska: Varaldsøy kommune) var en kommun i Hordaland fylke i västra Norge. Kommunen omfattade ett område kring ön Varaldsøy i den norra delen av nuvarande Kvinnherads kommun samt ett mindre område i den sydligaste delen av nuvarande Kvams kommun. Byn Varaldsøy utgjorde kommunens centralort.

## Administrativ historik
Varaldsøy kommun upprättades den 1 januari 1902 genom utbrytning ur Strandebarms kommun. Kommunen hade 848 invånare vid upprättandet.
Den 1 januari 1965 upplöstes kommunen och delades. Huvuddelen (med 511 invånare) fördes, tillsammans med Fjelbergs kommun och en del av Skåneviks kommun, till Kvinnherads kommun medan en del av Mundheims krets (med 300 invånare) fördes, tillsammans med delar av kommunerna Jondal och Strandebarm, till Kvams kommun. Kommunen hade vid delningen totalt 811 invånare.

## Befolkningsutveckling
Befolkningsutveckling för Varaldsøy kommun från 1920 til 1965:
| 1.12.1920 | 1.12.1930 | 3.12.1946 | 1.1.1951 | 1.1.1961 | 1.1.1965 |
| --------- | --------- | --------- | -------- | -------- | -------- |
| 834       | 760       | 843       | 812      | 830      | 809      |